# Макарово (Лесковский сельсовет, Вологодский район)
Макарово — деревня в Вологодском районе Вологодской области на реке Шолда-2.
Входит в состав Лесковского сельского поселения, с точки зрения административно-территориального деления — в Лесковский сельсовет.
Расстояние по автодороге до районного центра Вологды — 20 км, до центра муниципального образования Лесково — 5 км. Ближайшие населённые пункты — Ермаково, Спирино, Скорбежево, Смольево, Прокунино, Кубаево, Шоломово, Новое.
По переписи 2002 года население — 2 человека.